# Cetáceos
Os cetáceos (latim científico: Cetacea) constituem uma infraordem de animais predominantemente marinhos e pertencentes à classe dos mamíferos. O nome da ordem deriva do grego ketos que significa monstro marinho.
Os cetáceos estão divididos em duas parvordens:
- As baleias sem dentes (parvordem mysticeti) são caracterizadas pelas cerdas bucais, que são estruturas parecidas com peneiras localizadas na parte superior da boca e são feitas de queratina. As baleias utilizam as "cerdas" para filtrar plâncton da água. Elas compreendem as maiores espécies de animais.
- As baleias com dentes (parvordem odontoceti) têm dentes e se alimentam de peixes e lulas. Uma habilidade notável deste grupo é a de localizar a suas presas por ecolocalização.

## Classificação

### Histórico
O nome Cetacea foi usado pela primeira vez em 1762 por Mathurin Jacques Brisson em seu livro "Regnum animale in classes IX. distributum, sive, Synopsis methodica", para classificar animais marinhos descritos como tendo corpo alongado e sem pelos, com nadadeiras carnosas e cauda horizontalmente achatada, que respiram por meio de pulmões, que apresentam um coração dividido em dois ventrículos e cujas fêmeas vivíparas alimentam seus filhotes com leite. Em 1864, John Edward Gray propôs formalmente os nomes “Denticete” e “Mysticete” para se referir aos cetáceos com e sem dentes, respectivamente, e, em 1867, William Henry Flower propôs os nomes “Odontoceti” e “Mystacoceti” para os mesmos grupos. Por fim, em 1883, Flower também propôs o nome Archaeoceti para se referir às espécies fósseis de Cetacea.

### Cladística

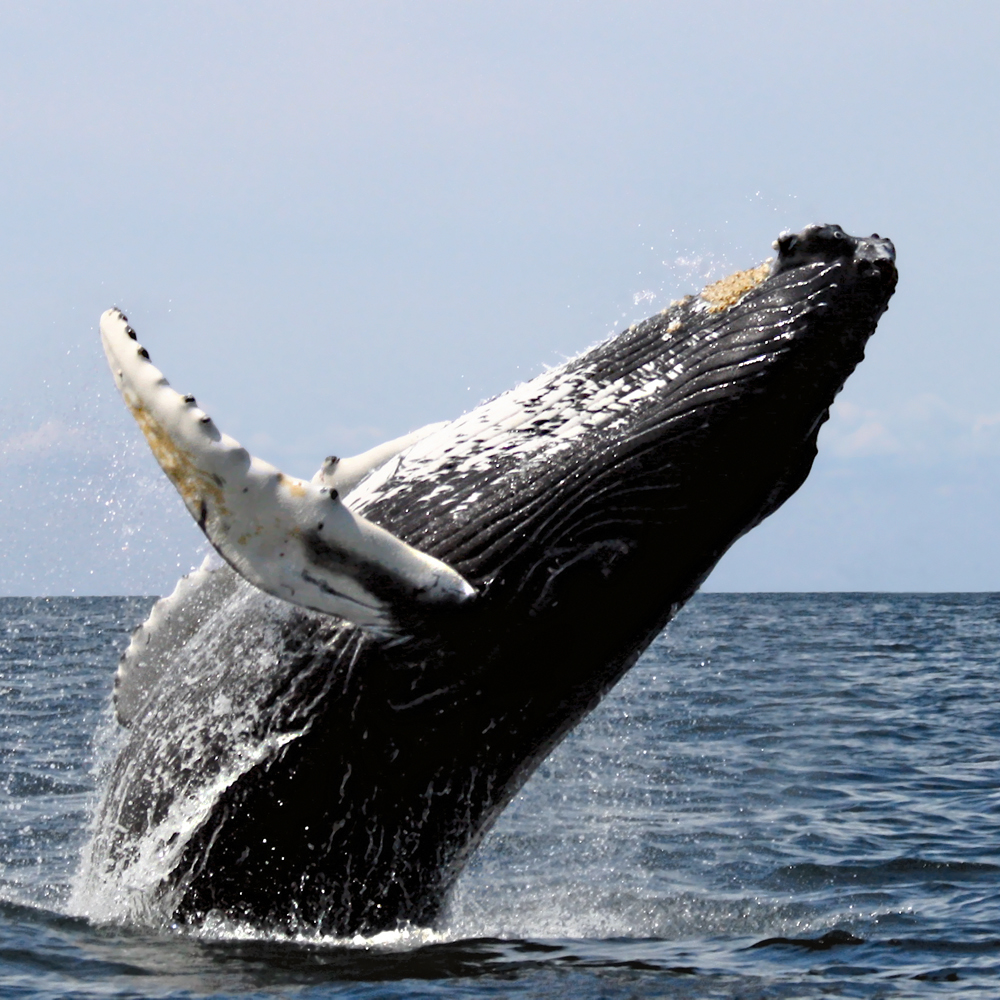
A baleia-jubarte (Megaptera novaeangliae) é um exemplo de Mysticeti.

Em termos cladísticos, Cetacea é um clado e costuma ser considerado um grupo-total que inclui as parvordens Odontoceti e Mysticeti, além de todos os animais extintos mais próximos dessas parvordens que de qualquer outro animal vivo. Por sua vez, Odontoceti e Mysticeti formam o clado Neoceti, o grupo-coroa de Cetacea. A antiga infra ordem Archaeoceti agrupava todos os animais extintos pertencentes a Cetacea, mas não a Neoceti.  No entanto, Archaeoceti hoje é considerada um grupo parafilético composto das linhagens-raiz de Cetacea. Em 2009, Spaulding et al. propôs que o nome “Cetacea” fosse usado para se referir apenas ao grupo-coroa, o que o tornaria sinônimo de Neoceti, e que o nome Cetaceamorpha fosse usado para o grupo total, mas o nome depende da aceitação da comunidade taxonômica.
O cladograma a seguir é baseado nas análises de Spaulding et al. (2009) e Zurano et al. (2019), feitas com dados moleculares e anatômicos, e apresenta as mais prováveis relações evolutivas entre as famílias com espécies vivas de Cetacea, ou seja, as famílias pertencentes ao clado Neoceti:
|  | Balaenidae (Baleias-francas) |
|  | |

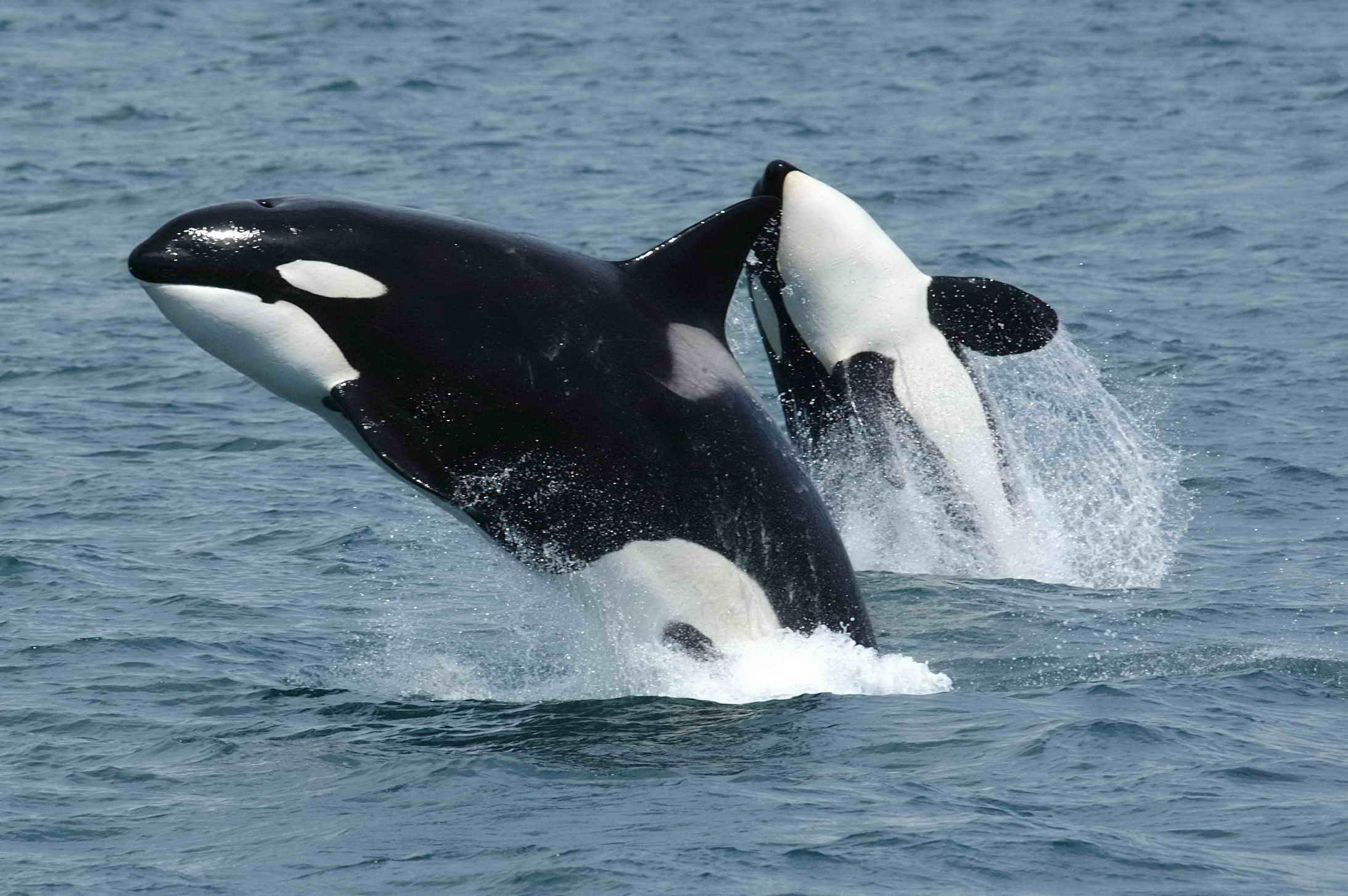
Orcas (Orcinus orca) são um exemplo de Odontoceti.

|  | \| \| Neobalaenidae (Baleia-franca-pigmeia) \| \| \| \| \| \| Balaenopteridae (Baleia-azul, Baleia-jubarte e afins) \| \| \| \| |
|  | |
|  | Neobalaenidae (Baleia-franca-pigmeia)                                                                                           |
|  | |
|  | Balaenopteridae (Baleia-azul, Baleia-jubarte e afins)                                                                           |
|  | |

|  | Neobalaenidae (Baleia-franca-pigmeia)                 |
|  |                                                       |
|  | Balaenopteridae (Baleia-azul, Baleia-jubarte e afins) |
|  |                                                       |

|  | Ziphiidae (Baleias-bicudas)        |
|  |                                    |
|  | Platanistidae (Boto-do-Rio-Ganges) |
|  |                                    |

|  | Delphinidae (Golfinhos, Orcas e Baleias-piloto)                                           |
|  |                                                                                           |
|  | \| \| Monodontidae (Narval e Beluga) \| \| \| \| \| \| Phocoenidae (Toninhas) \| \| \| \| |
|  |                                                                                           |
|  | Monodontidae (Narval e Beluga)                                                            |
|  |                                                                                           |
|  | Phocoenidae (Toninhas)                                                                    |
|  |                                                                                           |

|  | Monodontidae (Narval e Beluga) |
|  |                                |
|  | Phocoenidae (Toninhas)         |
|  |                                |

|  | Lipotidae (Boto-do-Rio-Yang-Tsé)                                                                                    |
|  | |
|  | \| \| Pontoporiidae (Toninha/Boto-do-Rio-da-Prata) \| \| \| \| \| \| Iniidae (Boto-cor-de-rosa e afins) \| \| \| \| |
|  | |
|  | Pontoporiidae (Toninha/Boto-do-Rio-da-Prata)                                                                        |
|  | |
|  | Iniidae (Boto-cor-de-rosa e afins)                                                                                  |
|  | |

|  | Pontoporiidae (Toninha/Boto-do-Rio-da-Prata) |
|  |                                              |
|  | Iniidae (Boto-cor-de-rosa e afins)           |
|  |                                              |

|  | Delphinidae (Golfinhos, Orcas e Baleias-piloto)                                           |
|  |                                                                                           |
|  | \| \| Monodontidae (Narval e Beluga) \| \| \| \| \| \| Phocoenidae (Toninhas) \| \| \| \| |
|  |                                                                                           |
|  | Monodontidae (Narval e Beluga)                                                            |
|  |                                                                                           |
|  | Phocoenidae (Toninhas)                                                                    |
|  |                                                                                           |

|  | Monodontidae (Narval e Beluga) |
|  |                                |
|  | Phocoenidae (Toninhas)         |
|  |                                |

|  | Lipotidae (Boto-do-Rio-Yang-Tsé)                                                                                    |
|  | |
|  | \| \| Pontoporiidae (Toninha/Boto-do-Rio-da-Prata) \| \| \| \| \| \| Iniidae (Boto-cor-de-rosa e afins) \| \| \| \| |
|  | |
|  | Pontoporiidae (Toninha/Boto-do-Rio-da-Prata)                                                                        |
|  | |
|  | Iniidae (Boto-cor-de-rosa e afins)                                                                                  |
|  | |

|  | Pontoporiidae (Toninha/Boto-do-Rio-da-Prata) |
|  |                                              |
|  | Iniidae (Boto-cor-de-rosa e afins)           |
|  |                                              |

|  | Ziphiidae (Baleias-bicudas)        |
|  |                                    |
|  | Platanistidae (Boto-do-Rio-Ganges) |
|  |                                    |

|  | Delphinidae (Golfinhos, Orcas e Baleias-piloto)                                           |
|  |                                                                                           |
|  | \| \| Monodontidae (Narval e Beluga) \| \| \| \| \| \| Phocoenidae (Toninhas) \| \| \| \| |
|  |                                                                                           |
|  | Monodontidae (Narval e Beluga)                                                            |
|  |                                                                                           |
|  | Phocoenidae (Toninhas)                                                                    |
|  |                                                                                           |

|  | Monodontidae (Narval e Beluga) |
|  |                                |
|  | Phocoenidae (Toninhas)         |
|  |                                |

|  | Lipotidae (Boto-do-Rio-Yang-Tsé)                                                                                    |
|  | |
|  | \| \| Pontoporiidae (Toninha/Boto-do-Rio-da-Prata) \| \| \| \| \| \| Iniidae (Boto-cor-de-rosa e afins) \| \| \| \| |
|  | |
|  | Pontoporiidae (Toninha/Boto-do-Rio-da-Prata)                                                                        |
|  | |
|  | Iniidae (Boto-cor-de-rosa e afins)                                                                                  |
|  | |

|  | Pontoporiidae (Toninha/Boto-do-Rio-da-Prata) |
|  |                                              |
|  | Iniidae (Boto-cor-de-rosa e afins)           |
|  |                                              |

|  | Delphinidae (Golfinhos, Orcas e Baleias-piloto)                                           |
|  |                                                                                           |
|  | \| \| Monodontidae (Narval e Beluga) \| \| \| \| \| \| Phocoenidae (Toninhas) \| \| \| \| |
|  |                                                                                           |
|  | Monodontidae (Narval e Beluga)                                                            |
|  |                                                                                           |
|  | Phocoenidae (Toninhas)                                                                    |
|  |                                                                                           |

|  | Monodontidae (Narval e Beluga) |
|  |                                |
|  | Phocoenidae (Toninhas)         |
|  |                                |

|  | Lipotidae (Boto-do-Rio-Yang-Tsé)                                                                                    |
|  | |
|  | \| \| Pontoporiidae (Toninha/Boto-do-Rio-da-Prata) \| \| \| \| \| \| Iniidae (Boto-cor-de-rosa e afins) \| \| \| \| |
|  | |
|  | Pontoporiidae (Toninha/Boto-do-Rio-da-Prata)                                                                        |
|  | |
|  | Iniidae (Boto-cor-de-rosa e afins)                                                                                  |
|  | |

|  | Pontoporiidae (Toninha/Boto-do-Rio-da-Prata) |
|  |                                              |
|  | Iniidae (Boto-cor-de-rosa e afins)           |
|  |                                              |

|  | Ziphiidae (Baleias-bicudas)        |
|  |                                    |
|  | Platanistidae (Boto-do-Rio-Ganges) |
|  |                                    |

|  | Delphinidae (Golfinhos, Orcas e Baleias-piloto)                                           |
|  |                                                                                           |
|  | \| \| Monodontidae (Narval e Beluga) \| \| \| \| \| \| Phocoenidae (Toninhas) \| \| \| \| |
|  |                                                                                           |
|  | Monodontidae (Narval e Beluga)                                                            |
|  |                                                                                           |
|  | Phocoenidae (Toninhas)                                                                    |
|  |                                                                                           |

|  | Monodontidae (Narval e Beluga) |
|  |                                |
|  | Phocoenidae (Toninhas)         |
|  |                                |

|  | Lipotidae (Boto-do-Rio-Yang-Tsé)                                                                                    |
|  | |
|  | \| \| Pontoporiidae (Toninha/Boto-do-Rio-da-Prata) \| \| \| \| \| \| Iniidae (Boto-cor-de-rosa e afins) \| \| \| \| |
|  | |
|  | Pontoporiidae (Toninha/Boto-do-Rio-da-Prata)                                                                        |
|  | |
|  | Iniidae (Boto-cor-de-rosa e afins)                                                                                  |
|  | |

|  | Pontoporiidae (Toninha/Boto-do-Rio-da-Prata) |
|  |                                              |
|  | Iniidae (Boto-cor-de-rosa e afins)           |
|  |                                              |

|  | Delphinidae (Golfinhos, Orcas e Baleias-piloto)                                           |
|  |                                                                                           |
|  | \| \| Monodontidae (Narval e Beluga) \| \| \| \| \| \| Phocoenidae (Toninhas) \| \| \| \| |
|  |                                                                                           |
|  | Monodontidae (Narval e Beluga)                                                            |
|  |                                                                                           |
|  | Phocoenidae (Toninhas)                                                                    |
|  |                                                                                           |

|  | Monodontidae (Narval e Beluga) |
|  |                                |
|  | Phocoenidae (Toninhas)         |
|  |                                |

|  | Lipotidae (Boto-do-Rio-Yang-Tsé)                                                                                    |
|  | |
|  | \| \| Pontoporiidae (Toninha/Boto-do-Rio-da-Prata) \| \| \| \| \| \| Iniidae (Boto-cor-de-rosa e afins) \| \| \| \| |
|  | |
|  | Pontoporiidae (Toninha/Boto-do-Rio-da-Prata)                                                                        |
|  | |
|  | Iniidae (Boto-cor-de-rosa e afins)                                                                                  |
|  | |

|  | Pontoporiidae (Toninha/Boto-do-Rio-da-Prata) |
|  |                                              |
|  | Iniidae (Boto-cor-de-rosa e afins)           |
|  |                                              |

|  | Ziphiidae (Baleias-bicudas)        |
|  |                                    |
|  | Platanistidae (Boto-do-Rio-Ganges) |
|  |                                    |

|  | Delphinidae (Golfinhos, Orcas e Baleias-piloto)                                           |
|  |                                                                                           |
|  | \| \| Monodontidae (Narval e Beluga) \| \| \| \| \| \| Phocoenidae (Toninhas) \| \| \| \| |
|  |                                                                                           |
|  | Monodontidae (Narval e Beluga)                                                            |
|  |                                                                                           |
|  | Phocoenidae (Toninhas)                                                                    |
|  |                                                                                           |

|  | Monodontidae (Narval e Beluga) |
|  |                                |
|  | Phocoenidae (Toninhas)         |
|  |                                |

|  | Lipotidae (Boto-do-Rio-Yang-Tsé)                                                                                    |
|  | |
|  | \| \| Pontoporiidae (Toninha/Boto-do-Rio-da-Prata) \| \| \| \| \| \| Iniidae (Boto-cor-de-rosa e afins) \| \| \| \| |
|  | |
|  | Pontoporiidae (Toninha/Boto-do-Rio-da-Prata)                                                                        |
|  | |
|  | Iniidae (Boto-cor-de-rosa e afins)                                                                                  |
|  | |

|  | Pontoporiidae (Toninha/Boto-do-Rio-da-Prata) |
|  |                                              |
|  | Iniidae (Boto-cor-de-rosa e afins)           |
|  |                                              |

|  | Delphinidae (Golfinhos, Orcas e Baleias-piloto)                                           |
|  |                                                                                           |
|  | \| \| Monodontidae (Narval e Beluga) \| \| \| \| \| \| Phocoenidae (Toninhas) \| \| \| \| |
|  |                                                                                           |
|  | Monodontidae (Narval e Beluga)                                                            |
|  |                                                                                           |
|  | Phocoenidae (Toninhas)                                                                    |
|  |                                                                                           |

|  | Monodontidae (Narval e Beluga) |
|  |                                |
|  | Phocoenidae (Toninhas)         |
|  |                                |

|  | Lipotidae (Boto-do-Rio-Yang-Tsé)                                                                                    |
|  | |
|  | \| \| Pontoporiidae (Toninha/Boto-do-Rio-da-Prata) \| \| \| \| \| \| Iniidae (Boto-cor-de-rosa e afins) \| \| \| \| |
|  | |
|  | Pontoporiidae (Toninha/Boto-do-Rio-da-Prata)                                                                        |
|  | |
|  | Iniidae (Boto-cor-de-rosa e afins)                                                                                  |
|  | |

|  | Pontoporiidae (Toninha/Boto-do-Rio-da-Prata) |
|  |                                              |
|  | Iniidae (Boto-cor-de-rosa e afins)           |
|  |                                              |

|  | Balaenidae (Baleias-francas) |
|  | |
|  | \| \| Neobalaenidae (Baleia-franca-pigmeia) \| \| \| \| \| \| Balaenopteridae (Baleia-azul, Baleia-jubarte e afins) \| \| \| \| |
|  | |
|  | Neobalaenidae (Baleia-franca-pigmeia)                                                                                           |
|  | |
|  | Balaenopteridae (Baleia-azul, Baleia-jubarte e afins)                                                                           |
|  | |

|  | Neobalaenidae (Baleia-franca-pigmeia)                 |
|  |                                                       |
|  | Balaenopteridae (Baleia-azul, Baleia-jubarte e afins) |
|  |                                                       |

|  | Ziphiidae (Baleias-bicudas)        |
|  |                                    |
|  | Platanistidae (Boto-do-Rio-Ganges) |
|  |                                    |

|  | Delphinidae (Golfinhos, Orcas e Baleias-piloto)                                           |
|  |                                                                                           |
|  | \| \| Monodontidae (Narval e Beluga) \| \| \| \| \| \| Phocoenidae (Toninhas) \| \| \| \| |
|  |                                                                                           |
|  | Monodontidae (Narval e Beluga)                                                            |
|  |                                                                                           |
|  | Phocoenidae (Toninhas)                                                                    |
|  |                                                                                           |

|  | Monodontidae (Narval e Beluga) |
|  |                                |
|  | Phocoenidae (Toninhas)         |
|  |                                |

|  | Lipotidae (Boto-do-Rio-Yang-Tsé)                                                                                    |
|  | |
|  | \| \| Pontoporiidae (Toninha/Boto-do-Rio-da-Prata) \| \| \| \| \| \| Iniidae (Boto-cor-de-rosa e afins) \| \| \| \| |
|  | |
|  | Pontoporiidae (Toninha/Boto-do-Rio-da-Prata)                                                                        |
|  | |
|  | Iniidae (Boto-cor-de-rosa e afins)                                                                                  |
|  | |

|  | Pontoporiidae (Toninha/Boto-do-Rio-da-Prata) |
|  |                                              |
|  | Iniidae (Boto-cor-de-rosa e afins)           |
|  |                                              |

|  | Delphinidae (Golfinhos, Orcas e Baleias-piloto)                                           |
|  |                                                                                           |
|  | \| \| Monodontidae (Narval e Beluga) \| \| \| \| \| \| Phocoenidae (Toninhas) \| \| \| \| |
|  |                                                                                           |
|  | Monodontidae (Narval e Beluga)                                                            |
|  |                                                                                           |
|  | Phocoenidae (Toninhas)                                                                    |
|  |                                                                                           |

|  | Monodontidae (Narval e Beluga) |
|  |                                |
|  | Phocoenidae (Toninhas)         |
|  |                                |

|  | Lipotidae (Boto-do-Rio-Yang-Tsé)                                                                                    |
|  | |
|  | \| \| Pontoporiidae (Toninha/Boto-do-Rio-da-Prata) \| \| \| \| \| \| Iniidae (Boto-cor-de-rosa e afins) \| \| \| \| |
|  | |
|  | Pontoporiidae (Toninha/Boto-do-Rio-da-Prata)                                                                        |
|  | |
|  | Iniidae (Boto-cor-de-rosa e afins)                                                                                  |
|  | |

|  | Pontoporiidae (Toninha/Boto-do-Rio-da-Prata) |
|  |                                              |
|  | Iniidae (Boto-cor-de-rosa e afins)           |
|  |                                              |

|  | Ziphiidae (Baleias-bicudas)        |
|  |                                    |
|  | Platanistidae (Boto-do-Rio-Ganges) |
|  |                                    |

|  | Delphinidae (Golfinhos, Orcas e Baleias-piloto)                                           |
|  |                                                                                           |
|  | \| \| Monodontidae (Narval e Beluga) \| \| \| \| \| \| Phocoenidae (Toninhas) \| \| \| \| |
|  |                                                                                           |
|  | Monodontidae (Narval e Beluga)                                                            |
|  |                                                                                           |
|  | Phocoenidae (Toninhas)                                                                    |
|  |                                                                                           |

|  | Monodontidae (Narval e Beluga) |
|  |                                |
|  | Phocoenidae (Toninhas)         |
|  |                                |

|  | Lipotidae (Boto-do-Rio-Yang-Tsé)                                                                                    |
|  | |
|  | \| \| Pontoporiidae (Toninha/Boto-do-Rio-da-Prata) \| \| \| \| \| \| Iniidae (Boto-cor-de-rosa e afins) \| \| \| \| |
|  | |
|  | Pontoporiidae (Toninha/Boto-do-Rio-da-Prata)                                                                        |
|  | |
|  | Iniidae (Boto-cor-de-rosa e afins)                                                                                  |
|  | |

|  | Pontoporiidae (Toninha/Boto-do-Rio-da-Prata) |
|  |                                              |
|  | Iniidae (Boto-cor-de-rosa e afins)           |
|  |                                              |

|  | Delphinidae (Golfinhos, Orcas e Baleias-piloto)                                           |
|  |                                                                                           |
|  | \| \| Monodontidae (Narval e Beluga) \| \| \| \| \| \| Phocoenidae (Toninhas) \| \| \| \| |
|  |                                                                                           |
|  | Monodontidae (Narval e Beluga)                                                            |
|  |                                                                                           |
|  | Phocoenidae (Toninhas)                                                                    |
|  |                                                                                           |

|  | Monodontidae (Narval e Beluga) |
|  |                                |
|  | Phocoenidae (Toninhas)         |
|  |                                |

|  | Lipotidae (Boto-do-Rio-Yang-Tsé)                                                                                    |
|  | |
|  | \| \| Pontoporiidae (Toninha/Boto-do-Rio-da-Prata) \| \| \| \| \| \| Iniidae (Boto-cor-de-rosa e afins) \| \| \| \| |
|  | |
|  | Pontoporiidae (Toninha/Boto-do-Rio-da-Prata)                                                                        |
|  | |
|  | Iniidae (Boto-cor-de-rosa e afins)                                                                                  |
|  | |

|  | Pontoporiidae (Toninha/Boto-do-Rio-da-Prata) |
|  |                                              |
|  | Iniidae (Boto-cor-de-rosa e afins)           |
|  |                                              |

|  | Ziphiidae (Baleias-bicudas)        |
|  |                                    |
|  | Platanistidae (Boto-do-Rio-Ganges) |
|  |                                    |

|  | Delphinidae (Golfinhos, Orcas e Baleias-piloto)                                           |
|  |                                                                                           |
|  | \| \| Monodontidae (Narval e Beluga) \| \| \| \| \| \| Phocoenidae (Toninhas) \| \| \| \| |
|  |                                                                                           |
|  | Monodontidae (Narval e Beluga)                                                            |
|  |                                                                                           |
|  | Phocoenidae (Toninhas)                                                                    |
|  |                                                                                           |

|  | Monodontidae (Narval e Beluga) |
|  |                                |
|  | Phocoenidae (Toninhas)         |
|  |                                |

|  | Lipotidae (Boto-do-Rio-Yang-Tsé)                                                                                    |
|  | |
|  | \| \| Pontoporiidae (Toninha/Boto-do-Rio-da-Prata) \| \| \| \| \| \| Iniidae (Boto-cor-de-rosa e afins) \| \| \| \| |
|  | |
|  | Pontoporiidae (Toninha/Boto-do-Rio-da-Prata)                                                                        |
|  | |
|  | Iniidae (Boto-cor-de-rosa e afins)                                                                                  |
|  | |

|  | Pontoporiidae (Toninha/Boto-do-Rio-da-Prata) |
|  |                                              |
|  | Iniidae (Boto-cor-de-rosa e afins)           |
|  |                                              |

|  | Delphinidae (Golfinhos, Orcas e Baleias-piloto)                                           |
|  |                                                                                           |
|  | \| \| Monodontidae (Narval e Beluga) \| \| \| \| \| \| Phocoenidae (Toninhas) \| \| \| \| |
|  |                                                                                           |
|  | Monodontidae (Narval e Beluga)                                                            |
|  |                                                                                           |
|  | Phocoenidae (Toninhas)                                                                    |
|  |                                                                                           |

|  | Monodontidae (Narval e Beluga) |
|  |                                |
|  | Phocoenidae (Toninhas)         |
|  |                                |

|  | Lipotidae (Boto-do-Rio-Yang-Tsé)                                                                                    |
|  | |
|  | \| \| Pontoporiidae (Toninha/Boto-do-Rio-da-Prata) \| \| \| \| \| \| Iniidae (Boto-cor-de-rosa e afins) \| \| \| \| |
|  | |
|  | Pontoporiidae (Toninha/Boto-do-Rio-da-Prata)                                                                        |
|  | |
|  | Iniidae (Boto-cor-de-rosa e afins)                                                                                  |
|  | |

|  | Pontoporiidae (Toninha/Boto-do-Rio-da-Prata) |
|  |                                              |
|  | Iniidae (Boto-cor-de-rosa e afins)           |
|  |                                              |

|  | Ziphiidae (Baleias-bicudas)        |
|  |                                    |
|  | Platanistidae (Boto-do-Rio-Ganges) |
|  |                                    |

|  | Delphinidae (Golfinhos, Orcas e Baleias-piloto)                                           |
|  |                                                                                           |
|  | \| \| Monodontidae (Narval e Beluga) \| \| \| \| \| \| Phocoenidae (Toninhas) \| \| \| \| |
|  |                                                                                           |
|  | Monodontidae (Narval e Beluga)                                                            |
|  |                                                                                           |
|  | Phocoenidae (Toninhas)                                                                    |
|  |                                                                                           |

|  | Monodontidae (Narval e Beluga) |
|  |                                |
|  | Phocoenidae (Toninhas)         |
|  |                                |

|  | Lipotidae (Boto-do-Rio-Yang-Tsé)                                                                                    |
|  | |
|  | \| \| Pontoporiidae (Toninha/Boto-do-Rio-da-Prata) \| \| \| \| \| \| Iniidae (Boto-cor-de-rosa e afins) \| \| \| \| |
|  | |
|  | Pontoporiidae (Toninha/Boto-do-Rio-da-Prata)                                                                        |
|  | |
|  | Iniidae (Boto-cor-de-rosa e afins)                                                                                  |
|  | |

|  | Pontoporiidae (Toninha/Boto-do-Rio-da-Prata) |
|  |                                              |
|  | Iniidae (Boto-cor-de-rosa e afins)           |
|  |                                              |

|  | Delphinidae (Golfinhos, Orcas e Baleias-piloto)                                           |
|  |                                                                                           |
|  | \| \| Monodontidae (Narval e Beluga) \| \| \| \| \| \| Phocoenidae (Toninhas) \| \| \| \| |
|  |                                                                                           |
|  | Monodontidae (Narval e Beluga)                                                            |
|  |                                                                                           |
|  | Phocoenidae (Toninhas)                                                                    |
|  |                                                                                           |

|  | Monodontidae (Narval e Beluga) |
|  |                                |
|  | Phocoenidae (Toninhas)         |
|  |                                |

|  | Lipotidae (Boto-do-Rio-Yang-Tsé)                                                                                    |
|  | |
|  | \| \| Pontoporiidae (Toninha/Boto-do-Rio-da-Prata) \| \| \| \| \| \| Iniidae (Boto-cor-de-rosa e afins) \| \| \| \| |
|  | |
|  | Pontoporiidae (Toninha/Boto-do-Rio-da-Prata)                                                                        |
|  | |
|  | Iniidae (Boto-cor-de-rosa e afins)                                                                                  |
|  | |

|  | Pontoporiidae (Toninha/Boto-do-Rio-da-Prata) |
|  |                                              |
|  | Iniidae (Boto-cor-de-rosa e afins)           |
|  |                                              |

## Anatomia

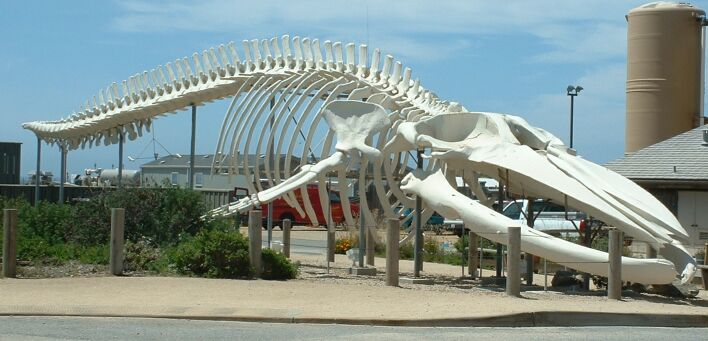
Esqueleto de baleia azul.

Tal como todos os mamíferos, os cetáceos respiram ar por pulmões, são de sangue-quente (endotérmicas) e amamentam os juvenis, mas têm muito poucos pelos.
As adaptações dos cetáceos a um meio completamente aquático são bastante notórias: o corpo é fusiforme, assemelhando-se ao de um peixe. Os membros anteriores, também chamados barbatanas ou nadadeiras, são em forma de remo. A ponta da cauda possui dois lobos horizontais, que proporcionam propulsão por meio de movimentos verticais. Os cetáceos não possuem membros posteriores, alguns pequenos ossos dentro do corpo são o que resta da pélvis.
Debaixo da pele existe uma camada de gordura. Serve como reservatório de energia e também como isolante térmico. Os cetáceos possuem um coração de quatro cavidades. As vértebras do pescoço estão fundidas na maior parte dos cetáceos o que fornece estabilidade durante a natação às custas da flexibilidade.
Os cetáceos respiram por meio de espiráculos localizados no topo da cabeça, o que permite ao animal ficar submerso. As baleias sem dentes possuem dois, enquanto as baleias com dentes apenas têm um espiráculo. Quando respiram, os cetáceos lançam um jacto de água, cuja forma é uma característica que ajuda à sua identificação. O seu sistema respiratório permite-lhes ficar submersos durante muito tempo sem respirar: o cachalote, por exemplo, pode ficar três horas sem respirar.

## Comportamento
Os cetáceos são geralmente classificados como predadores, embora a sua alimentação possa incluir apenas organismos planctónicos, como nas baleias sem dentes, até grandes peixes.
Como todos os mamíferos, os cetáceos também dormem, mas não podem ficar completamente inconscientes para poderem respirar. A solução para este problema é que apenas um hemisfério do seu cérebro dorme de cada vez. Os cetáceos dormem cerca de oito horas por dia.

## Reprodução
Na maioria das baleias a maturidade reprodutiva ocorre tarde. Tipicamente dos sete aos dez anos. Esta estratégia de reprodução faz com que elas tenham poucos filhos(as), combinada com uma alta taxa de sobrevivência.
Os órgãos genitais estão retraídos em cavidades no corpo durante o seu nadar. A maioria dos cetáceos não mantêm parceiros fixos durante o período de acasalamento; em muitas das espécies, as fêmeas têm vários companheiros em cada temporada de acasalamento. As mães criam o bebé espremendo ativamente o seu leite gordo na boca das crias. Durante a ejaculação, pode haver despejo de sêmen no mar, sendo de ocorrência normal em períodos de reprodução.
Há registros de cetáceos que se reproduzem de forma a se parecer com peixes, enquanto outros não o fazem. A reprodução entre os cetáceos é rápida, o macho leva cerca de 20 a 30 minutos para ejacular na fêmea (que deve estar em período de cio).

## Evolução dos cetáceos
Os cetáceos são descendentes de mamíferos terrestres, provavelmente da ordem Artiodactyla. Eles passaram para a água há cerca de 50 milhões de anos.
Recentemente foram encontrados no Paquistão fósseis de animais terrestres adaptados à vida aquática, e os cientistas acreditam que eles são realmente os ancestrais dos atuais Cetáceos, pois o crânio destes animais só encontra similaridades com os crânios de baleias e golfinhos. Mesmo as baleias desdentadas descendem de animais terrestres.
Os fósseis encontrados são de animais da ordem Artiodactyla, que eram adaptados à corrida mas, para fugir de predadores e buscar mais opções de alimento, adaptaram-se à vida aquática. Um deles, o Pakicetus, assemelhava-se a algo intermediário a um lobo ou uma lontra e alimentava-se de peixes, um outro, o Rodhocetus, possuía cabeça semelhante à das baleias e tinha as patas adaptadas como nadadeiras.

## Os cetáceos e os Humanos

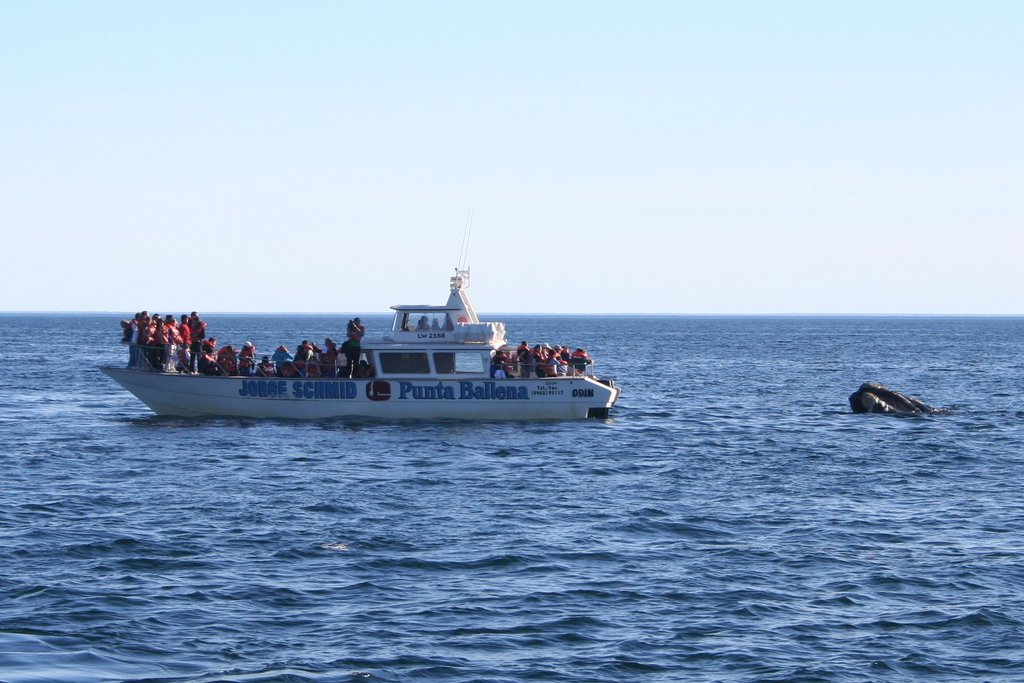
Observação.

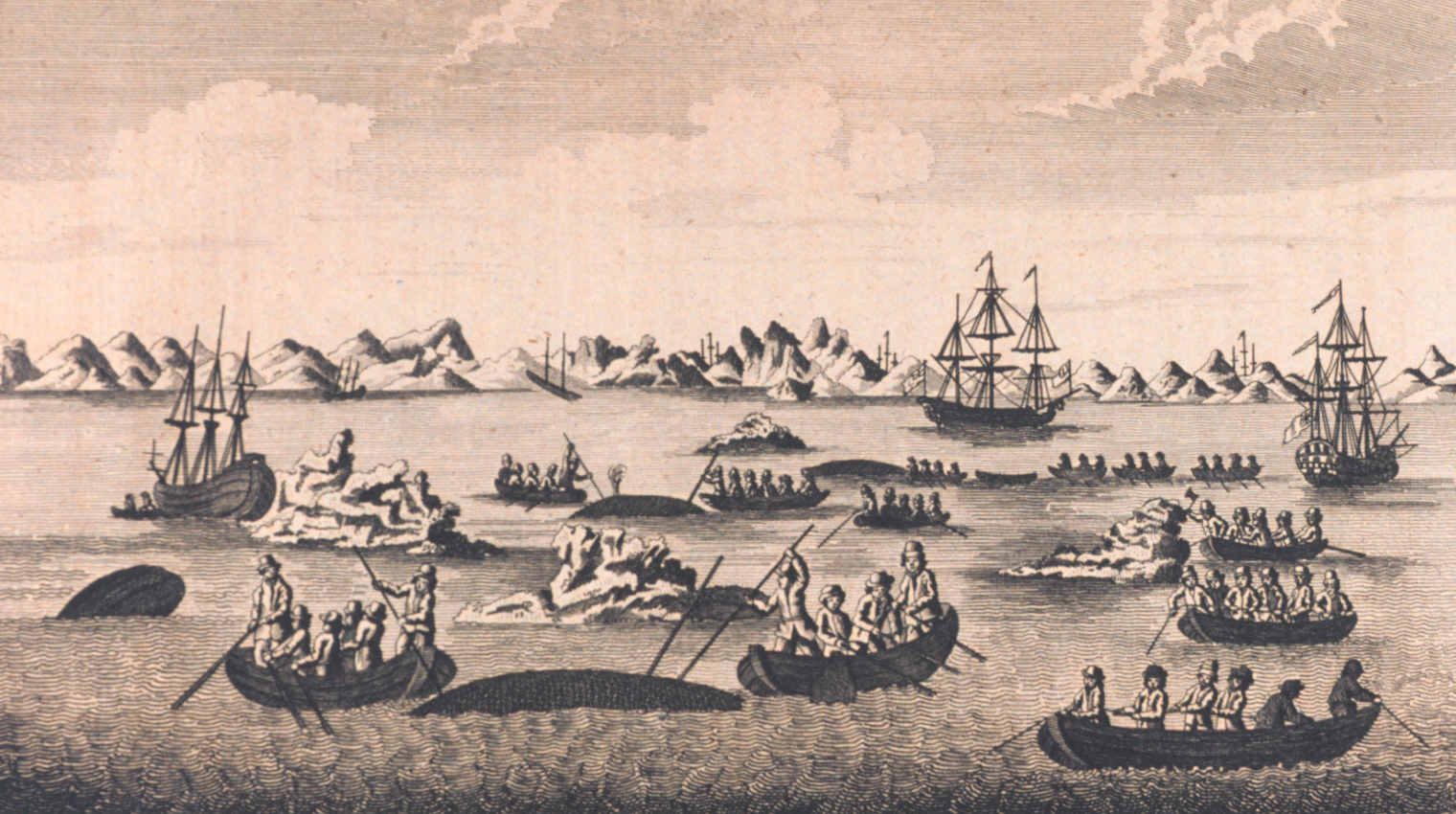
Pintura retratando caça as baleias.

### Conservação
A maioria das espécies de grandes cetáceos está em perigo de extinção, como resultado da caça à baleia. No entanto, as espécies mais afetadas são as dos golfinhos de rio, por causa de alterações nos rios em que vivem.

### Caça aos cetáceos
Os cetáceos têm sido objeto de pesca ao longo dos séculos, não só pela carne e gordura, mas também pelas barbas de baleia e pelo espermacete e âmbar cinza dos cachalotes. Em meados do século XX, verificou-se que muitas populações de baleias estavam perto da extinção. Então, a Comissão Internacional das Baleias decretou uma moratória para a captura comercial de baleias em 1986. Apesar de serem membros da comissão, alguns países, como a Noruega, Islândia e Japão, não aderiram a esta moratória. Além disso, os aborígenes da Sibéria, Alasca e Canadá são igualmente autorizados a caçar baleias, embora sem espírito comercial, mas apenas para subsistência, por razões culturais.

### Captura acidental de baleias
Algumas espécies de cetáceos são capturadas acidentalmente em várias pescarias, especialmente na pesca de atum com rede de emalhar derivante, razão por que esta arte de pesca foi internacionalmente banida, mas também, embora em menores números, em várias pescarias de arrasto.

### Sonar e morte de baleias nas praias
Alguns ambientalistas têm sustentado que o sonar prejudica gravemente os cetáceos, especialmente o sistema de grande potência usado pelo Departamento de Defesa dos Estados Unidos. Cientistas britânicos sugeriram recentemente na publicação científica Nature que o sonar pode estar ligado aos incidentes de mortes de baleias em praias, devido a indícios de que essas baleias mortas teriam sofrido descompressão.
As mortes em massa de cetáceos em praias ocorrem naturalmente em várias espécies, de tal modo que a frequência destes incidentes e o número de cetáceos mortos desta maneira, de acordo com registos dos últimos 1000 anos, tanto de escritos religiosos, como mais recentemente de observações científicas, têm sido usados para estimar as variações no tamanho das populações de várias espécies. Aquela estimação baseia-se no pressuposto de que a proporção entre o número de cetáceos mortos nas praias e a população total de cada espécie é constante em cada ano. Apesar da suspeita da influência do sonar nestes incidentes, que pode pôr em causa o referido pressuposto, este método de estimação continua a ser utilizado.

### Ingestão de plástico por cetáceos

#### Misticetos
Microplásticos foram encontrados no trato gastrointestinal e nas fezes de cetáceos, e poluentes associados à plásticos que podem interferir com a síntese de hormônios, deprimir o sistema imune, e alterar a reprodução e o desenvolvimento de animais foram identificados em sua gordura. Em um estudo, pesquisadores da Universidade Stanford verificaram que misticetos se alimentam predominantemente em profundidades de 50–250 m, o que coincide com as concentrações mais altas de microplástico registradas no ecossistema da Corrente da Califórnia. Os pesquisadores concluíram que 99% da ingestão de plástico por baleias de barbatanas provavelmente ocorre via transferência trófica, por meio da ingestão de presas que ingeriram microplásticos, o que foi constatado em outros estudos. Uma baleia-azul (Balaenoptera musculus), que se alimenta exclusivamente de krill, pode ingerir de 2,12 milhões até 17,4 milhões de partículas de microplástico em um dia, enquanto uma baleia-jubarte (Megaptera novaeangliae) que se alimenta de peixes provavelmente ingere de 103 mil a 312 mil partículas, em um cenário onde cada item alimentar que contém plástico contém apenas um pedaço. Durante uma temporada de alimentação, que dura de 90 a 120 dias, uma baleia-azul pode ingerir mais de um bilhão de partículas de microplástico.
Apesar dos misticetos estarem expostos a um alto risco de ingestão de microplástico, os efeitos deletérios e o risco ecotoxicológico da ingestão de plástico por esse táxon não é bem entendido, assim como as taxas de eliminação via defecação e as taxas de incorporação de nanoplástico pelo organismo. É hipotetizado que a ingestão de plástico por presas possa reduzir a qualidade energética desses itens alimentares, o que poderia ter consequências importantes na sobrevivência e na reprodução dos misticetos. Um estudo encontrou uma possível relação entre uma maior quantidade de microplásticos presentes em misticetos encalhados e morte causada por doenças infecciosas, em comparação com trauma e outras causas de morte.
Além de microplásticos, também há registros de macroplásticos ingeridos por misticetos, como por uma baleia-fin (B. physalus) que foi encontrada morta na ilha de Jeju com uma linha de pesca de 118 cm de comprimento e 1,15mm de largura em seu estômago. Outras linhas de pesca foram identificadas no intestino delgado e filamentos oriundos de cordas foram encontrados nas barbatanas usadas para filtração.

### Cetáceos na cultura

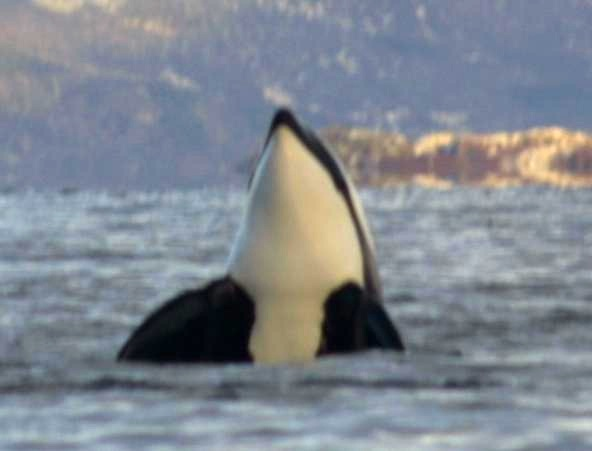
Orca.

#### Baleias na Bíblia
A Bíblia menciona baleias quatro vezes: Génesis 1:21 "E Deus criou grandes baleias"; "Porventura sou eu o mar ou uma baleia, para que te ponhas em guarda contra mim?” (Jó 7:12); "Eras igual à baleia no seio as águas” (Ezequiel 32:2); e "Assim como Jonas esteve no ventre da baleia três dias e três noites,..." (Mateus 12:40); (tradução da versão King James da Bíblia).
Ironicamente, o livro de Jonas 1:17 (na versão King James da Bíblia e outras traduções) não usa a palavra "baleia", referindo-se antes a "peixe" ou "grande peixe". Este detalhe foi usado com efeito dramático por Clarence Darrow no seu interrogatório do fundamentalista William Jennings Bryan em 1925, no Julgamento de Scopes, tal como é apresentado no drama "Inherit the Wind (1960)" de Jerome Lawrence e Robert E. Lee.

#### Herman Melville
A caça de baleias é o tema de um dos clássicos do canón literário da língua inglesa , Moby Dick, de Herman Melville. Melville classificou os cetáceos como "um peixe de jorro com uma cauda horizontal", apesar da ciência ter sugerido outra coisa no século anterior. Melville reconheceu "as razões porque Linnaeus teria de bom grado banido as baleias do mar", mas disse que, quando as apresentou aos seus "amigos Simeon Macey e Charley Coffin, de Nantucket [...] eles se uniram na opinião de que as razões apresentadas eram insuficientes. Charley chegou a  afirmar que eram um disparate." O livro de Melville é parte história de aventuras, parte alegoria metafísica e parte história natural; é essencialmente um completo sumário dos conhecimentos do século XIX sobre biologia, ecologia e significado cultural de cetáceos, em particular dos cachalotes, a espécie de Moby Dick.

#### Amade ibne Fadalane
O escritor e viajante árabe Amade ibne Fadalane durante uma viagem marítima em território nórdico no século X fica amedrontado após ser alertado e ver, até então, monstros marinhos próximos a frota em que viajava. Os tripulantes viquingues faziam um ritual com barulho para acalmar os seres, mas não era garantia de que um barco fosse eventualmente destruído por eles. A descrição dos seres coincide com a descrição de baleias, do ponto de vista de um representante do povo árabe que ainda não tinha contato com cetáceos. Não há clareza sobre a possível agressividade das baleias. O relato completo da viagem de Fadalane foi roteirizado por Michael Crichton na novela Devoradores de Mortos, que mais tarde seria adaptado para o filme O 13º Guerreiro.

### Captura
Uma grande atracção nos parques aquáticos (oceânicos) e Zoos que mantêm pequenos cetáceos capturados, em sua maioria golfinhos. Por causa da sua capacidade de aprendizagem, estes são também usados pelos militares em operações no mar.
De acordo com a Lei Federal nº 7.643/87 "Fica proibida a pesca, ou qualquer forma de molestamento intencional, de toda espécie de cetáceo nas águas jurisdicionais brasileiras."

## Leituras complementares
- Whales, Dolphins and Porpoises de Mark Carwardine, publicado por Dorling Kindersley, 2000. ISBN 0-7513-2781-6. Guia introdutório aos cetáceaos.
- Berta, A. et al. (2006). Marine Mammals: Evolutionary Biology (3ª Edição). Academic Press. pág 547. ISBN 0-12-088552-2.
- Thewissen, J. G. M. (2002). «Hearing». In:  Perrin, William R.; Wiirsig, Bernd; Thewissen, J. G. M. Encyclopedia of Marine Mammals. [S.l.]: Academic Press. pp. 570–572. ISBN 978-0-12-551340-1
- Notarbartolo di Sciara, G.; Briand, F. (2004). «Investigating the Roles of Cetaceans in Marine Ecosystems - An overview». CIESM Workshop Monographs. 25: 1–15